# 丁允恭
丁允恭（1976年5月31日—），中華民國政治人物、作家，生於臺北市，曾任總統府發言人。本為作家，曾獲時報文學獎小說首獎、聯合文學獎散文評審獎及入選年度小說選，也從事專欄寫作，於想想論壇開設「週二想想」專欄。曾任行政院副發言人、高雄市政府新聞局局長兼高雄市政府發言人、市長室專門委員、民主進步黨新聞輿情部主任等。
2020年9月9日，《鏡週刊》爆料丁允恭在高雄市任職時涉及婚外情並周旋四女之間，丁還曾數度在上班時間的高雄市政府新聞局局長辦公室與女友「Y小姐」發生關係，「Y小姐」3度懷孕，丁卻以影響政治前途為由要她墮胎，丁允恭於當日請辭總統府發言人一職。
2021年1月7日，監察院彈劾案審查會以11：0全票通過監察委員紀惠容、王美玉提案弹劾丁允恭，全案移送懲戒法院審理，並在教育及文化委員會通過該案調查報告。3月24日，懲戒法院一審判決丁允恭撤職、停止任用2年；2022年10月28日，二審改判丁允恭撤職、停止任用3年。

## 經歷
丁允恭就讀建國中學時與邱威傑等人開始辦地下刊物《火種》，支持黨外運動，批判萬年國會，反對國民黨的威權統治與國民黨扶植的組織「薪傳社」。
丁允恭考取國立臺灣大學經濟系之後，成為學校風雲人物，曾擔任第十七屆臺大學生會副會長，投身工運、社運，畢業後，丁允恭曾在長庚大學、高雄醫學大學、國立中山大學等校修讀碩士，最後為國立臺灣大學科際整合法律研究所碩士畢業，對參與政治很有熱忱，就讀台大研究所期間，與台大、政大大學部學弟妹組成10多人的「派閥」，被成員稱作「派閥長」，頗有領導架勢，在校園主導政治議題。念研究所時還因抗議高學費政策被警察帶走，也曾因為質疑遠傳電信帳務系統出錯多收錢，逼得遠傳登報向用戶道歉。
畢業後，曾為媒體專欄作家，獲時報文學獎及聯合報文學獎。新聞報導稱之「才子」。
投身政壇時，為立法委員羅文嘉幕僚。
2008年，擔任高雄市市長陳菊的文膽，曾任高雄市政府市長室簡任專門委員。
2014年2月25日，接任高雄市政府新聞局局長，曾於2015年指出：「馬英九政府減少撥付數近千億元的補助款，若能如約撥付，高雄市的負債就不會增加。除此之外，馬政府要求地方政府負擔公務人員優惠存款利息支出，一年約需46億元，完全是『中央請客地方埋單』。」
2017年10月，在時任行政院長賴清德力邀之下，改任行政院顧問，負責行政院文稿業務。高雄市新聞局長一職由張家興接任。
2018年1月，轉任行政院副發言人。
2019年1月，因「白冰冰質感事件」辭職。民進黨主席卓榮泰上任後，在秘書長羅文嘉的邀請下，丁允恭擔任民進黨的新聞輿情部主任。
2019年5月20日，轉任總統府發言人。
2020年9月9日，因為桃色醜聞辭去職務。
2021年1月7日，監察院彈劾案審查會以11：0全票通過監察委員紀惠容、王美玉提案彈劾丁允恭，全案移送懲戒法院審理，並在教育及文化委員會通過該案調查報告。3月24日，懲戒法院判決丁允恭撤職、停止任用2年。

## 爭議

### 白冰冰質感事件
2019年1月，時任行政院副發言人的丁允恭批評高雄市韓國瑜市府的觀光廣告「摧毀城市質感」，受到代言人白冰冰辱罵「賤人」，並引發一連串網路論戰，丁允恭因此感到身心俱疲，辭去行政院的職務。

### 「燒國旗」上衣事件
2020年4月20日，總統府發言人丁允恭接受記者採訪時，身穿一件T恤，上面有手持打火機燃燒中華民國國旗的圖案，由於其總統府發言人的身分，引發輿論批評。
丁允恭表示，T恤圖樣引起一些誤解，但這是戲劇國際橋牌社的主題T恤，主題是臺灣民主化過程中，相關抗議場面的抽象式表述，並非在侮蔑國家，而是呈現民主得來不易。他穿著相關服裝是站在鼓勵本土文創的角度。

### 外遇及辦公室性愛事件
2020年9月9日，前記者何芸萱向《鏡週刊》指稱，丁允恭謊稱自己單身與其交往。丁允恭當時除了正室嚴婉玲之外，尚有一位法務部調查局女調查官、一位女主持人，加上自己，共有三位女友，周旋四女之間。丁某數度要求何芸萱上班時間到局長辦公室，並與她性交。丁允恭不愛戴保險套，說戴套讓他無法「展現神威」，甚至要求她服事前避孕藥、做「子宮避孕器」手術等，但她害怕，所以靠吃事後藥避孕，交往2年多，她共懷孕3次，丁某卻以害怕仕途受阻為由，逼她墮胎，其中第二次發現懷孕時，完全聯絡不到丁某，第三次丁某雖知情，但也沒陪她去墮胎。Y女拿出親密照片和露骨的即時通訊對話紀錄指控，當她2017年結交了新的男朋友，決定跟丁某分手時，丁某仍不斷騷擾她。當時她和男友曾寫信向市長陳菊陳情，但陳菊疑似僅口頭告誡丁某「注意男女關係」。
丁允恭稱，何芸萱所言並非完全屬實，但自己已經造成了長官與單位的困擾，即刻請辭總統府發言人一職。丁允恭承認訂婚後曾與何芸萱交往，但何氏知道自己已有家室。丁允恭也承認，曾在辦公室與何芸萱發生性關係，但說是發生在下班後或午休時間，並非上班時間。至於周旋多女一事，丁允恭坦承，與嚴婉玲訂婚後，到與何芸萱交往之前，確實與一位女調查官交往過，但並沒有與何小姐重疊；活動女主持人則只是好朋友，並非女友，也沒有發生過親密關係。何芸萱墮胎部分，丁允恭澄清，他只知道兩次，第一次他陪何芸萱去醫院作手術；第二次墮胎是很久後才知情，當時他不知道何芸萱懷孕。
丁允恭的作為引來了社會各領域不同的批判。韓國瑜市府時代的高雄市政府新聞局局長王淺秋痛批，丁允恭的作為「太噁心」，「我最在乎的，就是丁公器私用，還是用這麼不堪、下流的事情」。前高雄市政府新聞局局長鄭照新揶揄丁允恭稱，辦公室中自己共處一室的人只有前高雄市政府青年局局長林鼎超，「實在太老實了」。國民黨立委陳以信批，丁允恭某是陳菊擔任高雄市長時的官員，行徑如此大膽，現在就來看監察院院長陳菊會如何查辦這件影響政風的事。國民黨立委葉毓蘭認為丁允恭涉嫌《中華民國刑法》第228條「利用權勢性交罪」，呼籲監察院展開調查，點名研究女權運動為主的監察委員紀惠容來徹底調查此案，還要查當時的高雄市市長陳菊是否包庇。監察院長陳菊說，監委獨立行使職權，希望追查此案沒有顧慮，該怎麼辦就怎麼辦。紀惠容稱，即使是午休或下班時間，也不能利用辦公室發生關係，應該予以調查。閣揆蘇貞昌則說，年輕人應該多警惕，痛心丁允恭的作為，但說「可惜了丁允恭的才華」。
2020年9月12日，丁允恭的前妻、臺南新芽協會理事長嚴婉玲表示，她已經與丁允恭分居，無意回應「對私人情感的細節探詢」，並祝福所有在關係中受傷的女性走出陰霾。
2022年8月7日，台灣新住民黨台北市黨部成立大會，黨員暨淡江大學助理教授何景榮諷刺民進黨無人蒞臨祝賀：「有個滿嘴新南向，『南』到許添財找了個『印尼假國王』來台吸金，『向』到新南向代言人蘇震清貪污入獄的政黨，怎麼都沒候選人來？是在喝紅酒、在找論文，還是又躲在政府辦公室啪啪啪呢？」明顯影射林智堅論文抄襲案與丁允恭案。
2022年8月18日，丁允恭委託蔣婕妤至台北地方法院，提告拍攝和丁允恭的親密合照給《鏡週刊》的何芸萱，並求償新台幣1元。丁允恭認為，何芸萱拍攝兩人裸體床照、睡覺照，提供給《鏡週刊》，涉及性騷擾。蔣婕妤說，何芸萱的爆料對丁允恭造成極大的傷害，造成丁允恭退出政壇、這兩年來都不再碰政治，生活不得安寧；丁允恭現在在私人公司上班，只希望討回一個公道。

### 彈劾案
2021年1月7日，監察院彈劾案審查會以11:0全票通過監察委員紀惠容、王美玉提案彈劾丁允恭，全案移送懲戒法院審理，並在監察院教育及文化委員會通過該案調查報告。2021年3月24日，懲戒法院一審判決，丁允恭撤職、停止任用2年；2022年10月28日，懲戒法院二審判決，丁允恭撤職、停止任用3年。

### 酒駕
2021年7月14日早上，丁允恭開車行經高雄市前鎮區成功二路與復興四路口時與劉姓機車騎士發生擦撞，劉女左手臂多處擦傷送醫治療。高雄市政府警察局前鎮分局員警到場對丁允恭實施酒測，酒測值為0.23毫克，員警開罰新台幣九萬元並依《中華民國刑法》公共危險罪將丁允恭移送高雄地檢署偵辦。丁允恭接受偵訊時承認，車禍前一晚他在七賢路住處喝高粱酒。不過，前鎮分局員警製作酒駕觀察紀錄表時，丁允恭的直線、平衡動作、同心圓環狀帶內畫圓測試都過關。2021年10月6日，高雄地檢署依酒駕觀察紀錄表認為丁允恭未達「不能安全駕駛」程度，裁定不起訴處分。

## 作品
| 年份   | 書名   | 出版社         | ISBN                |
| 2013年 | 《擺》 | 聯合文學出版社 | ISBN 978-9863230618 |

## 軼事
- 丁允恭時常抽菸，一天可以抽三包菸，陳菊曾經苦勸他「少抽一點」。[47]
- 丁允恭曾以短篇小說《擺》獲得2006年第二十九屆時報文學獎短篇小說獎首獎，並在2013年出版發行。精神科醫師沈政男評論此書，提到：「男人以快走運動為由，遮掩外遇行徑，在床上動作時必須誇張突刺。那副偷吃嘴臉，猥瑣到令人不忍。當激情的雲雨散去，男人腦海裡會不會升起一絲絲愧疚的輕煙？當年口口聲聲要拯救被壓迫的貧弱族群，如今只會壓在別的女人身上，傷害最親近的人。」[48][49]

## 外部連結
- 高雄市政府新聞局 局長介紹
- 高市新聞、海洋局長 新官上任.中時電子報.2014-02-25
- 陳俊廷.掌高市新聞局 丁允恭宣布暫封筆（页面存档备份，存于）.民報 Taiwan People News.2014-03-08
- 丁允恭的Facebook專頁

| 中華民國政府職務 | 中華民國政府職務                                  | 中華民國政府職務 |
| ---------------- | ------------------------------------------------- | ---------------- |
| 高雄市政府       |                                                   |                  |
| 前任： 賴瑞隆    | 高雄市政府新聞局局長 2014年2月25日－2017年11月8日 | 繼任： 張家興    |